# Дружне (Волноваський район)
Дру́жне — селище Мирненської селищної громади Волноваського району Донецької області, Україна. Населення становить 90 осіб.

## Загальні відомості
Відстань до райцентру становить 33 км і проходить автошляхом Т 0512. Селище межує з територією с. Анадоль Волноваського району Донецької області.

## Населення
За даними перепису 2001 року населення селища становило 90 осіб, із них 51,11 % зазначили рідною мову українську, 45,56 % — російську та 3,33 % — білоруську мову.